# 西华营镇
西华营镇，是中华人民共和国河南省周口市西华县下辖的一个乡镇级行政单位。

## 行政区划
西华营镇下辖以下地区：
西华营村、田庄村、牟庄村、吴庄村、肖庄村、孙董村、高小集村、前楼村、后楼村、郭集村、尹庄村、闫王寨村、双楼村、孝义寺村、何庄村、刘双桥村、常武营村、屈庄村、庞集村、李桥村、毛桥村、半截河村、薛楼村、大赵村、来洼村、徐那村、林楼村、后套村、李九村、铺李村和陈店村。